# Гурдон (округ)
Округ Гурдон (фр. Arrondissement de Gourdon) — округ у Франції, в департаменті Лот. 2023 року округ об'єднував 97 муніципалітетів, населення становило 46 442 особи.
Адміністративний центр (супрефектура) — Гурдон.

## Муніципалітети
Список муніципалітетів округу та їхні коди INSEE:
1. Альвіньяк (46003)
2. Англар-Нозак (46006)
3. Баладу (46016)
4. Бетай (46028)
5. Бйо (46030)
6. Блар (46031)
7. Верак (46330)
8. Грамат (46128)
9. Гужоюнак (46126)
10. Гурдон (46127)
11. Деганьяк (46087)
12. Женду (46120)
13. Жинуяк (46121)
14. Жиньяк (46118)
15. Каваньяк (46065)
16. Казаль (46066)
17. Кале (46047)
18. Каньяк-дю-Косс (46054)
19. Кареннак (46058)
20. Карлюсе (46059)
21. Кер-де-Косс (46138)
22. Конда (46074)
23. Конкоре (46072)
24. Крас (46079)
25. Крейсс (46084)
26. Крессансак-Сарразак (46083)
27. Кузу (46078)
28. Кюзанс (46086)
29. Лаверкантьєр (46164)
30. Лавернь (46165)
31. Лакав (46144)
32. Ламот-Кассель (46151)
33. Ламот-Фенелон (46152)
34. Ланзак (46153)
35. Лантіяк-дю-Косс (46167)
36. Лашапель-Озак (46145)
37. Ле-Басті (46018)
38. Ле-Віган (46334)
39. Ле-Віньон-ан-Керсі (46232)
40. Ле-Пеш-дю-Вер (46252)
41. Ле-Рок (46239)
42. Лез-Арк (46008)
43. Леобар (46169)
44. Лозе (46162)
45. Лупіак (46178)
46. Люнгард (46181)
47. Марміньяк (46184)
48. Мартель (46185)
49. Масклат (46186)
50. Мейронн (46192)
51. Мерак (46337)
52. М'є (46193)
53. Міак (46194)
54. Монвалан (46208)
55. Монклера (46200)
56. Монтамель (46196)
57. Монфокон (46204)
58. Надаяк-де-Руж (46209)
59. Надіяк (46210)
60. Орньяк (46212)
61. Падірак (46213)
62. Пейрій (46219)
63. Пенсак (46220)
64. Перак (46215)
65. Периньяк (46216)
66. Помаред (46222)
67. Рампу (46234)
68. Реяге (46236)
69. Риньяк (46238)
70. Рокамадур (46240)
71. Руффіак (46241)
72. Сабадель-Лозе (46245)
73. Сальвіак (46297)
74. Сен-Дені-ле-Мартель (46265)
75. Сен-Жермен-дю-Бель-Ер (46267)
76. Сен-Капре (46250)
77. Сен-Клер (46259)
78. Сен-Мішель-де-Баньєр (46283)
79. Сен-Проже (46290)
80. Сен-Сірк-Мадлон (46257)
81. Сен-Сірк-Суяге (46258)
82. Сен-Созі (46293)
83. Сен-Шамаран (46253)
84. Сенаяк-Лозе (46303)
85. Сеньєрг (46304)
86. Стренкель (46312)
87. Суломе (46310)
88. Сусірак (46308)
89. Суяк (46309)
90. Тегра (46317)
91. Тедірак (46316)
92. Фажоль (46098)
93. Флуарак (46106)
94. Фрессіне (46113)
95. Фрессіне-ле-Желат (46114)
96. Юзеш (46324)
97. Юссель (46323)